# 格雷戈里·基苏尼科
格雷戈里·瓦西里耶维奇·基苏尼科（俄语：Григорий Васильевич Кисунько，1918年7月20日—1998年10月11日），苏联无线电电子学家，导弹防御体系创始人之一，中级总工程师，俄罗斯科学院通讯院士，社会主义劳动英雄，列宁奖获得者。1948年，基苏尼科的著作因“……书的正文中到处都是外国姓氏：麦克斯韦、赫兹、亥姆霍兹……”（苏联科学院学术委员会评语）而被取消评选斯大林奖金的资格。他曾主管荣获劳动红旗勋章的无线电仪表技术研究所，并主持设计了A35反弹道导弹系统。